# Посельє
Посе́льє (рос. Поселье) — село у складі Каримського району Забайкальського краю, Росія. Входить до складу Урульгинського сільського поселення.

## Населення
Населення — 311 осіб (2010; 374 у 2002).
Національний склад (станом на 2002 рік):
- росіяни — 98 %